# Martin Fuhrmann (Sänger)
Martin Fuhrmann (* 10. November 1937 in Preußen, heute Brandenburg; † 6. Januar 2023) war ein deutscher Opernsänger in der Stimmlage Bass.
Schon während seiner Schulzeit nahm Fuhrmann Gesangsunterricht, bevor er in Weimar ein fünfjähriges Studium zum Opernsänger absolvierte. Sein erstes Engagement erhielt er in Güstrow. Danach war er neun Jahre lang am Theater in Eisleben tätig. Im Jahr 1972 wechselte er ans Plauener Theater, wo er bis zum Eintritt ins Rentenalter im Jahr 2000 blieb. Fuhrmanns Paradefach war das des Bassbuffos. So brillierte er als Baron Ochs auf Lerchenau im Rosenkavalier, in den Opern Zar und Zimmermann und Fidelio sowie in der Operette Der Zigeunerbaron. Auch in zahlreichen Musicals trat Fuhrmann auf. Fünf Mal wurde er in Plauen zum Publikumsliebling gewählt. 1998 verliehen ihm Theater und Stadt den Titel Kammersänger, 2000 wurde Fuhrmann darüber hinaus Ehrenmitglied des Theaters.